# Planta protocarnívora

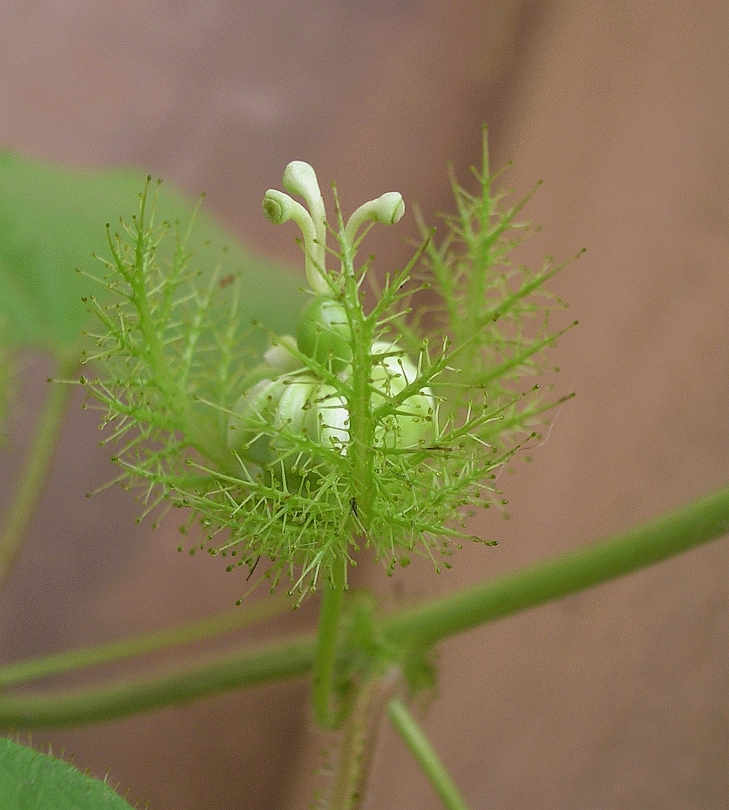
Mucílago en las puntas de las brácteas y flor inmadura de Passiflora foetida, una planta protocarnívora.

Una planta protocarnívora (también llamada paracarnívora, subcarnívora o carnívora límite), según algunas definiciones, atrapa y mata insectos u otros animales, pero carece de la capacidad de digerirlos directamente o absorber nutrientes de su presa como una planta carnívora. Sus adaptaciones morfológicas, como tricomas pegajosos o trampas de caída son paralelas a las estructuras trampa de las plantas carnívoras confirmadas.
Algunos autores prefieren el término "protocarnívoras" porque eso implica que estas plantas están en el camino evolutivo hacia las verdaderas carnívoras, mientras otros se oponen al término por la misma razón. El mismo problema surge con "subcarnívoras." Donald Schnell, autor del libro Plantas Carnívoras de los Estados Unidos y Canadá, prefiere el término "paracarnívoras" como definición menos rígida de carnívoras que puede incluir a muchas de las posibles plantas carnívoras.
La clasificación entre carnívoras y protocarnívoras es confuso debido a la carencia de una definición botánica estricta de lo que es una carnívora y la ambigüedad de la literatura académica sobre el tema. Existen muchos ejemplos de plantas protocarnívoras, algunas de las cuales se incluyen en las clasificaciones de verdaderas plantas carnívoras según preferencias históricas. Investigaciones adicionales sobre las adaptaciones carnívoras de esas plantas podrían revelar que algunas plantas protocarnívoras se acercan más a una definición rígida de planta carnívora.

## Observaciones históricas

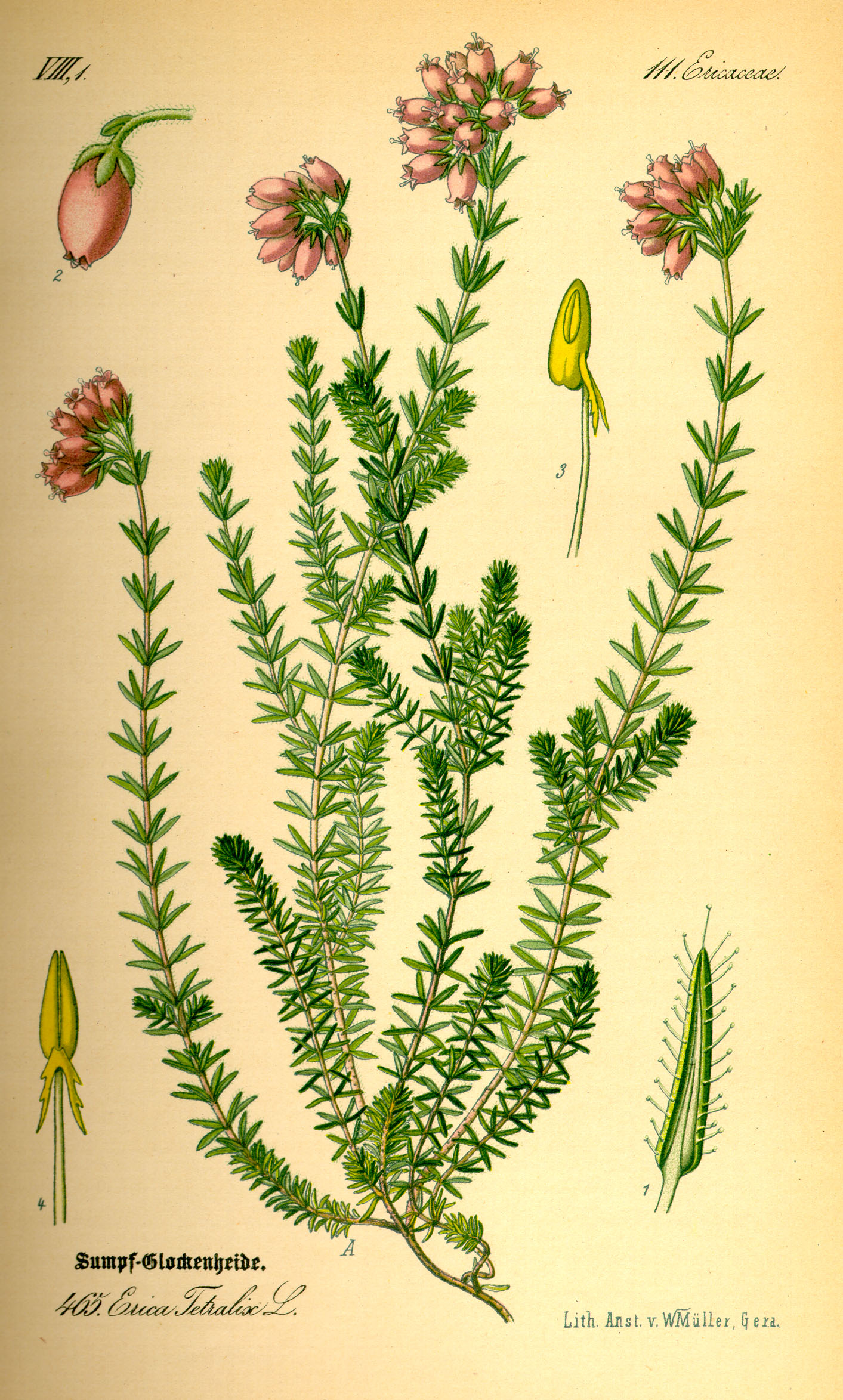
Charles Darwin postuló que la Erica tetralix podría ser carnívora

Observaciones históricas del síndrome carnívoro en algunas especies de plantas, fueron restringidas a los ejemplos más obvios de carnívoras, como los mecanismos de trampa activos de Drosera y Dionaea, aunque los autores a menudo especulan sobre otras especies que pueden no ser tan obviamente carnívoras.
En una de sus primeras publicaciones sobre plantas carnívoras, Charles Darwin sugirió muchas plantas que han desarrollado glándulas adhesivas, como Erica tetralix, Mirabilis longifolia, Pelargonium zonale, Primula sinesis y Saxifraga umbrosa, podrían de hecho ser carnívoras, pero se han realizado pocas investigaciones sobre ellas. El mismo Darwin solo mencionó esas especies de forma casual, sin investigar más.
Francis Lloyd, en su obra de 1942 The Carnivorous Plants sumó a la corta, aunque creciente lista de especies, la suya propia con posibles carnívoras, aunque estas especies y su potencial solo se mencionaban en la introducción. Posteriormente, durante una revisión bibliográfica en 1981, Paul Simons redescubrió los artículos de una publicación italiana de principios del siglo XX que identificaba varias especies pegajosas adicionales que digerían insectos capturados. Simons se sorprendió al ver que esos artículos no se citaban en las secciones bibliográficas de muchos libros y artículos modernos sobre plantas carnívoras, sugiriendo que la investigación académica trató el libro de Lloyd de 1942 como fuente autorizada y exhaustiva en las investigaciones sobre el síndrome carnívoro anteriores a 1942.

## Definición de carnívora
El debate acerca de qué criterios debe reunir una planta para ser considerada como carnívora, ha generado que se propongan dos definiciones: una con requisitos estrictos y la otra menos restrictiva.

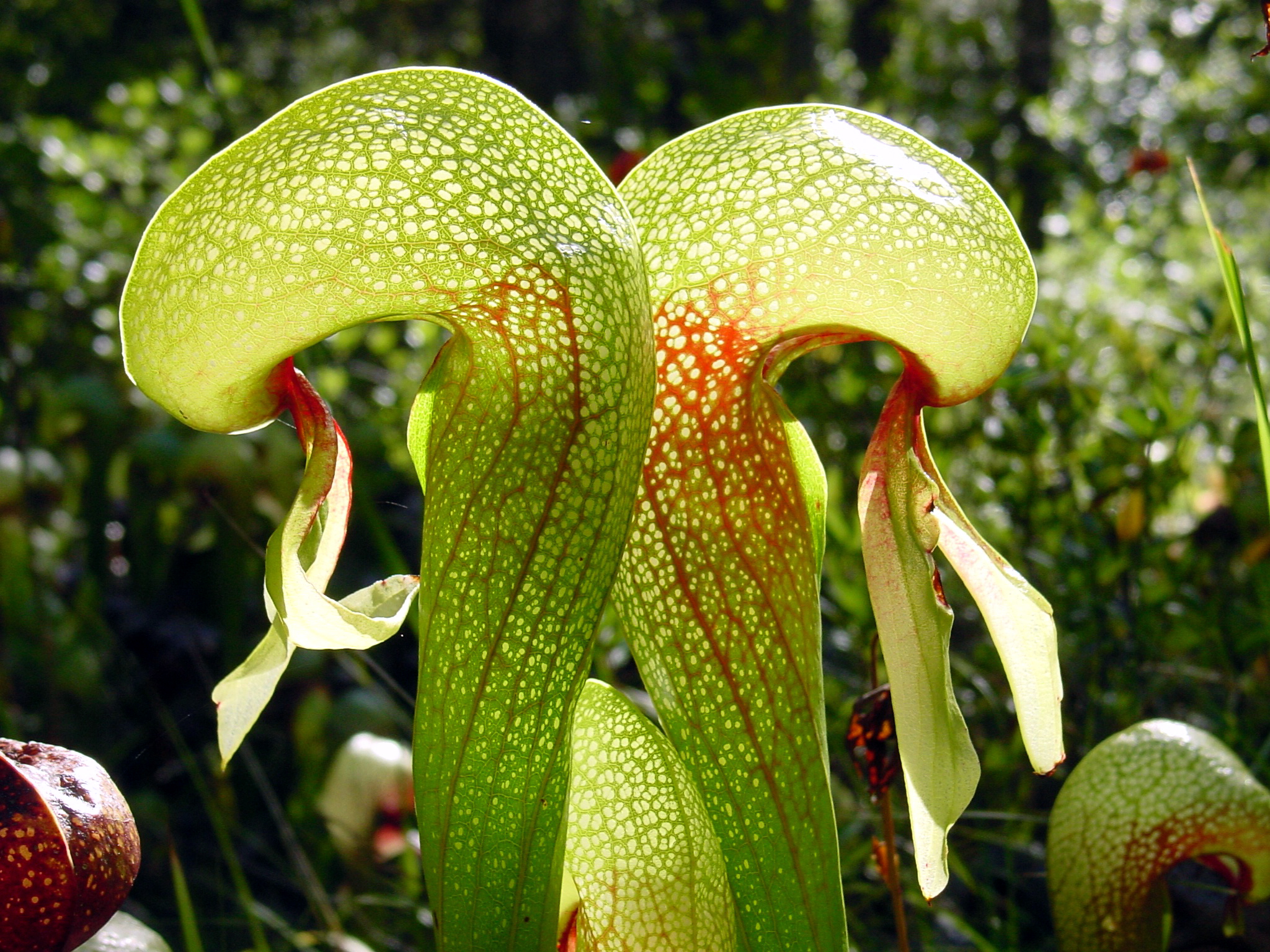
Darlingtonia californica no produce sus propias enzimas digestivas.

La definición estricta requiere que una planta tenga adaptaciones morfológicas que atraigan a la presa mediante el aroma o señales visuales, la capture, la retenga (por ejemplo, las escamas cerosas de Brocchinia reducta o los pelos hacia abajo de Heliamphora que impiden la huida), digiera la presa muerta mediante enzimas producidas por la planta y absorba los productos de la digestión usando estructuras especializadas. La presencia de comensales también se encuentra como una poderosa evidencia de la larga historia evolutiva de las carnívoras. Según esta definición, muchas del género Heliamphora y Darlingtonia californica no se incluirían en la lista de carnívoras porque se basan en bacterias simbióticas y otros organismos para producir enzimas proteolíticas.
La definición más abierta difiere principalmente en incluir plantas que no produzcan sus propias enzimas digestivas, sino que se basan en redes alimenticias internas o microbios para digerir sus presas, como Darlingtonia y algunas especies de Heliamphora. Tanto la definición estricta como la menos restrictiva, requiere adaptaciones o asignaciones de recursos que resulten en una atracción activa, captura, y/o digestión de la presa. Ambas requieren la absorción de los nutrientes digeridos. La definición más amplia estipula que la planta debe recibir algún beneficio del síndrome carnívoro. Es decir, la planta debe reflejar un incremento en su salud, debido a los nutrientes obtenidos por estas adaptaciones; como el aumento de la tasa de crecimiento, las posibilidades de supervivencia, una mayor producción de polen o de semillas.

## Grados del hábito carnívoro

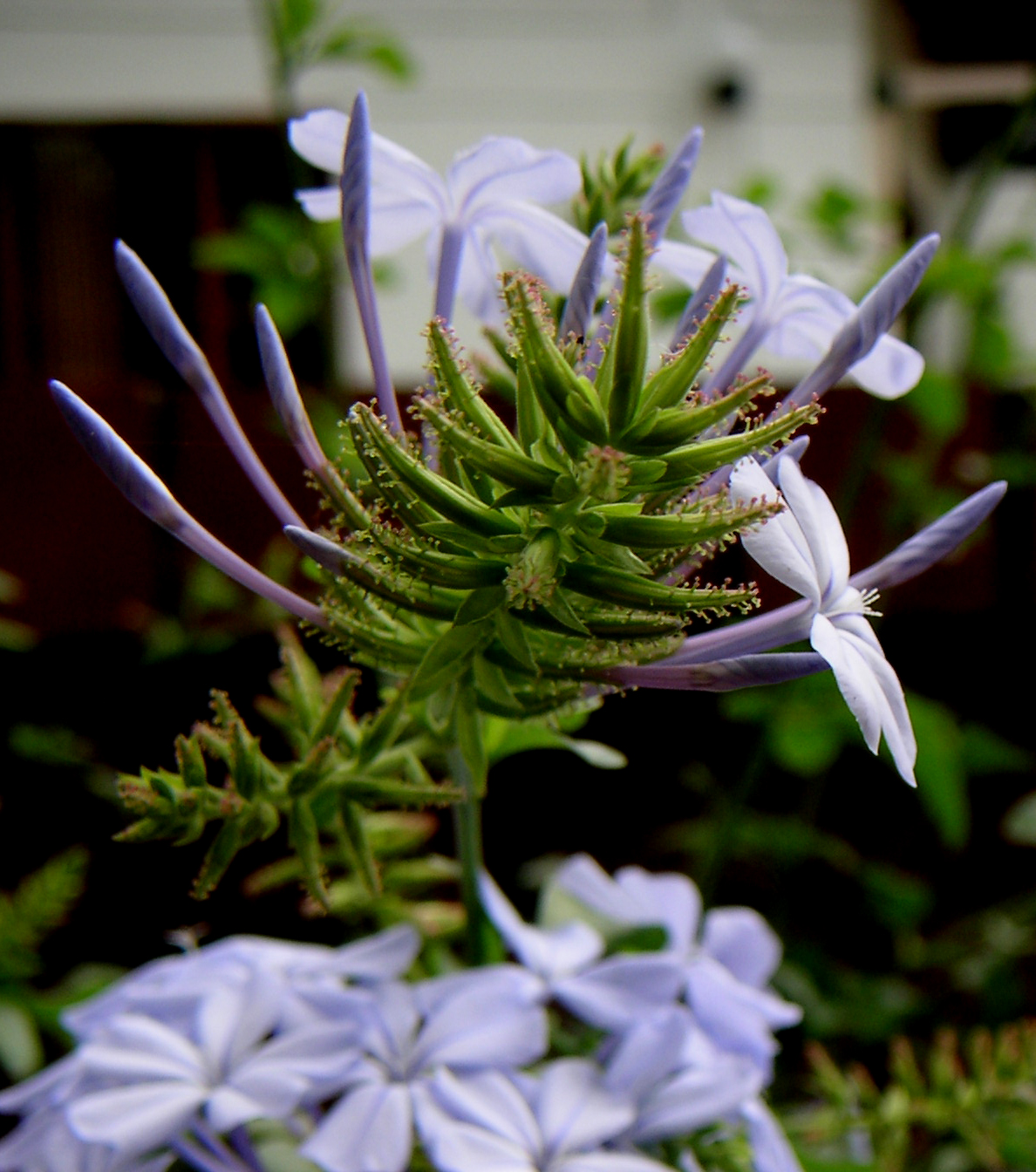
Plumbago auriculata, mostrando los abundantes tricomas presentes en los sépalos.

Una idea que prevalece es que lo carnívoro en plantas no es una dualidad blanco y negro, sino más bien un espectro desde las fotoautótrofas estrictamente no-carnívoras (una rosa, por ejemplo) hasta las plantas completamente carnívoras con mecanismos de captura activos como los de Dionaea o Aldrovanda. Las plantas que se encuentran entre las definiciones de estrictamente carnívoras/no-carnívoras pueden ser definidas como protocarnívoras.
Se cree que las plantas que desarrollaron hábitos protocarnívoros, normalmente residen en hábitats donde existe una deficiencia significante de nutrientes, pero no la deficiencia severa de nitrógeno y fósforo que se observa allí donde crecen las verdaderas plantas carnívoras. La función del hábito protocarnívoro, sin embargo, no necesita estar directamente relacionada con la falta de acceso a los nutrientes. Algunas plantas protocarnívoras clásicas representan la evolución convergente en forma, pero no necesariamente en función. Plumbago, por ejemplo, posee tricomas glandulares en sus sépalos que estructuralmente se parecen a los tentáculos de Drosera y Drosophyllum. La función de los tentáculos de Plumbago es, sin embargo, disputada. Algunos sostienen que su función es ayudar a la polinización, adhiriendo las semillas a los visitantes polinizadores. Otros señalan que en algunas especies (Plumbago auriculata), pequeños insectos trepadores han quedado atrapados en el mucílago de Plumbago, lo que apoya la conclusión de que estos tentáculos podrían haber evolucionado para rechazar insectos rastreros y favorecer a los polinizadores voladores para una mayor dispersión de semillas o tal vez para la protección contra insectos trepadores predadores.

## Mecanismos de captura
Existen paralelismos visibles entre los mecanismos de captura de las plantas carnívoras y las plantas protocarnívoras. Plumbago y otras especies con tricomas glandulares se asemejan a los pelos pegajosos de Drosera y Drosophyllum. Las trampas de caída de plantas protocarnívoras, como algunas especies de Heliamphora y Darlingtonia californica, son muy similares a aquellas de verdaderas plantas carnívoras, por lo que la única razón por la cual se las puede considerar protocarnívoras en lugar de carnívoras, es que ellas no producen sus propias enzimas digestivas. También existen bromeliáceas protocarnívoras que forman trampas de caída en una "urna" de roseta con hojas que se mantienen unidas firmemente. Hay también otras plantas que producen un mucílago pegajoso no necesariamente asociado con un tentáculo o tricoma glandular, sino que puede ser descrito más bien como una baba capaz de atrapar y matar insectos.

### Trampas pegajosas

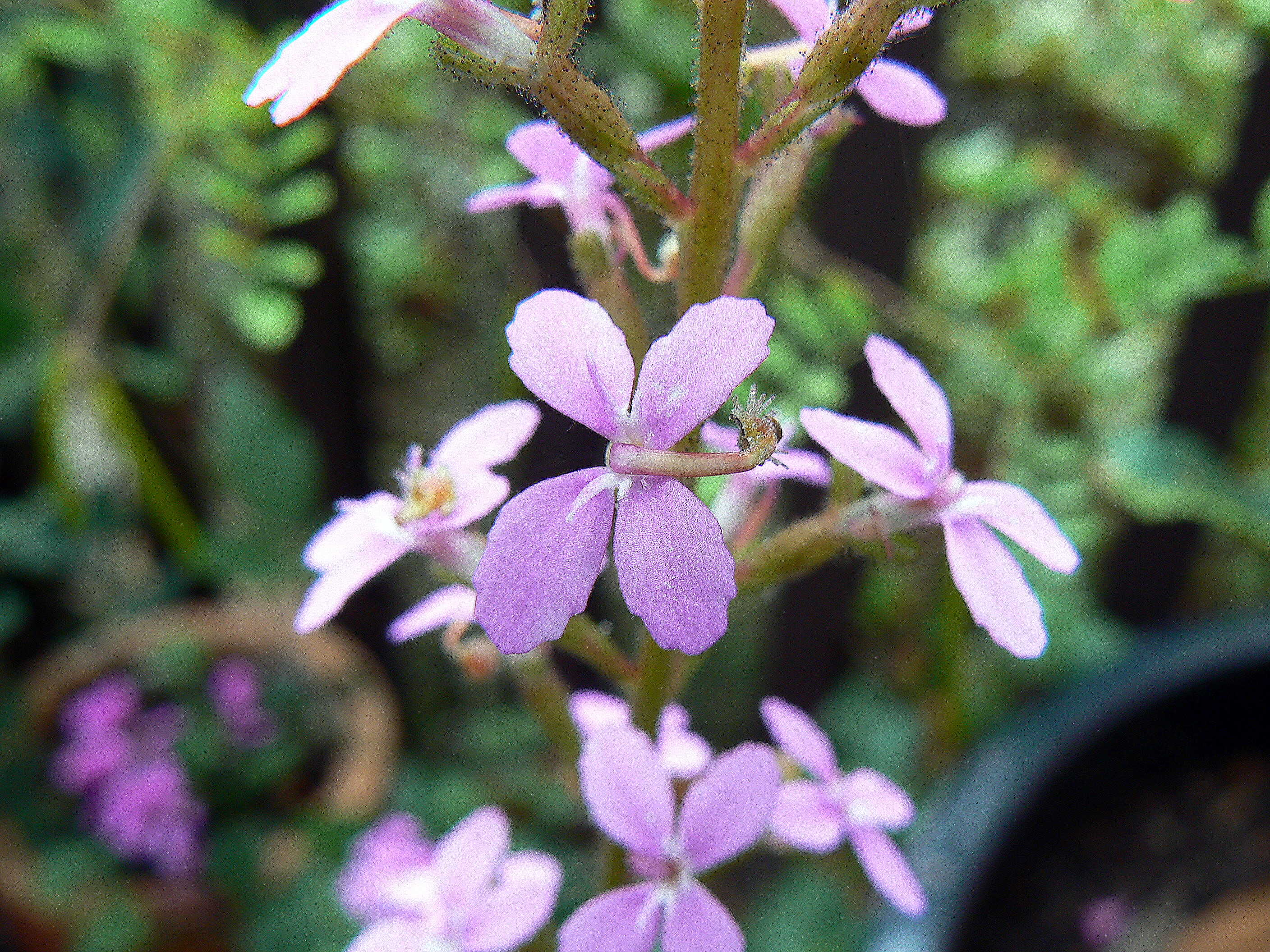
Una trampa de pelos pegajosos de una protocarnívora bajo las flores de Stylidium productum.

El Dr. George Spomer de la Universidad de Idaho descubrió la actividad y función de las protocarnívoras en muchas especies de plantas glandulares, incluidas Cerastium arvense, Gilia aggregat, Heuchera cylindrica, Mimulus lewisii, Penstemon attenuata, Penstemon diphyllus, Potentilla glandulosa var. intermedia, Ribes cerum, Rosa nutkana var. hispida, Rosa woodsia var. ultramontana, Solanum tuberosum, Stellaria americana, y Stellaria jamesiana. Esas especies dieron positivo en el test de actividad de la proteasa, aunque no está claro si la proteasa es producida por la planta o por microbios de la superficie. Otras dos especies evaluadas por el Dr. Spomer, Geranium viscossisimum y Potentilla arguta, mostraron actividad de la proteasa y fueron examinadas con proteínas de algas marcadas con 14C para la actividad de absorción de nutrientes. Estas dos últimas especies mostraron una capacidad de digerir y absorber la proteína marcada.
Otras plantas que se consideran como protocarnívoras tienen tricomas pegajosos sobre alguna superficie, como el escapo floral y las yemas de Stylidium y Plumbago, las brácteas de Passiflora foetida, y las hojas de Roridula. Los tricomas de Stylidium, que aparecen debajo de la flor, se han adaptado para capturar y matar pequeños insectos desde que fueron descubiertas hace varios siglos, pero su objetivo sigue siendo ambiguo. En noviembre de 2006, el Dr. Douglas Darnowski publicó un artículo describiendo la digestión activa de proteínas cuando entran en contacto con un tricoma de una especie de Stylidium creciendo mediante una técnica de tejidos asépticos vegetales, demostrando que la planta, en lugar de los microbios de superficie, era la fuente de producción de la proteasa. Darnowski afirma en ese documento que dada esta evidencia, las especies de Stylidium son llamadas carnívoras correctamente, aunque con el fin de cumplir la definición estricta de carnívora que se requiere para demostrar que son capaces de absorber los nutrientes que provienen de la presa y que esta adaptación le da a las plantas algunas ventajas competitivas.

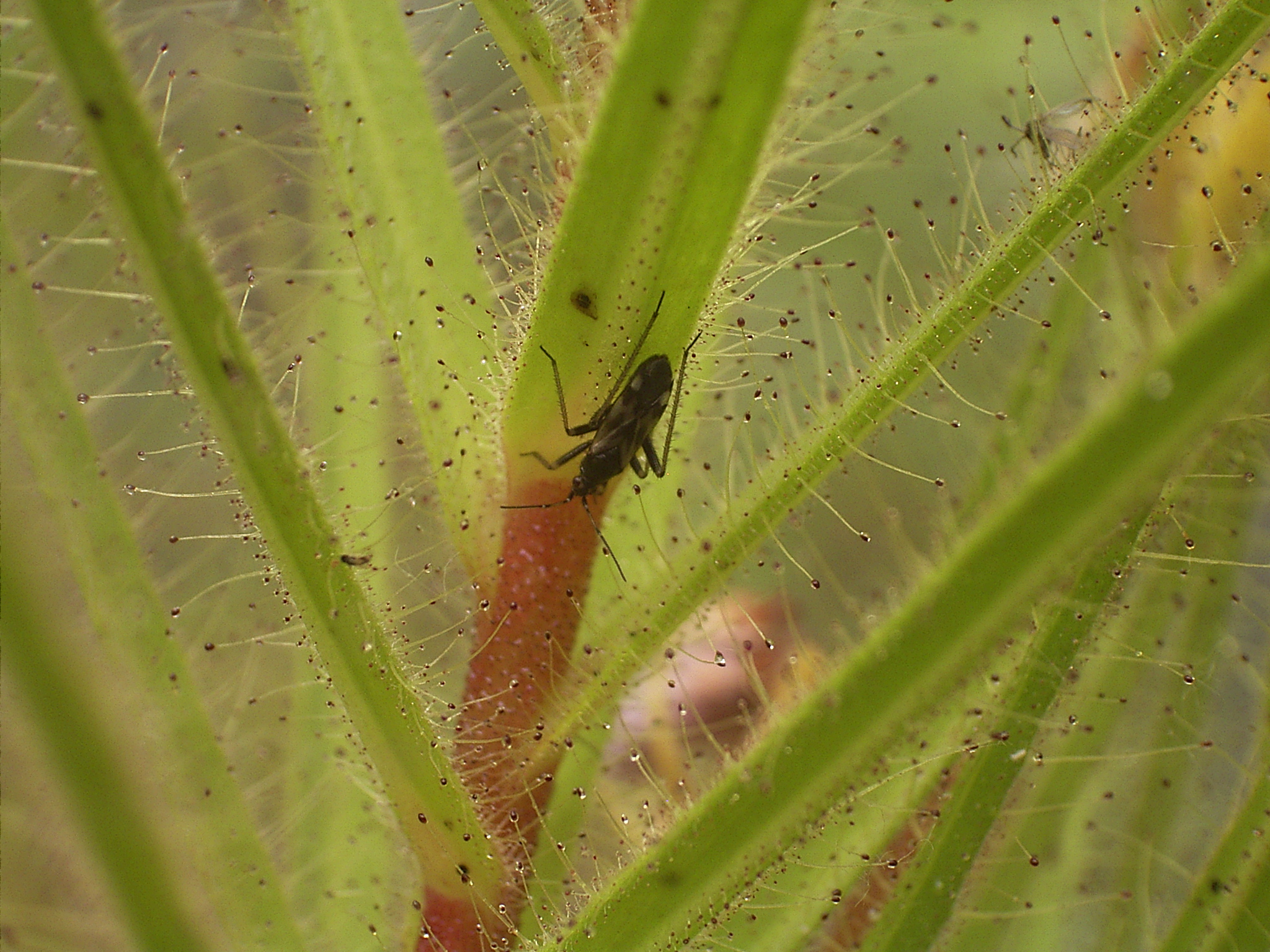
Una chinche asesina (Pameridea roridulae) en Roridula gorgonias, que obtiene nutrientes de su 'presa' a través de los excrementos de la chinche.

Roridula tiene una relación más compleja con su presa. Las plantas de ese género producen hojas pegajosas con glándulas productoras de resina, que se asemejan a los grandes de Drosera. Sin embargo, la resina, a diferencia del mucílago, es incapaz de llevar las enzimas digestivas. Por lo tanto, las especies de Roridula no se benefician directamente de los insectos que capturan. En cambio, forman una simbiosis mutualista con especies de chinches asesinas que comen los insectos capturados. La planta se beneficia con los nutrientes en los excrementos de las chinches.
Del mismo modo, las brácteas pegajosas modificadas de Passiflora foetida han sido investigadas por su capacidad de carnívoras. Un artículo de 1995 publicado en el Journal of Biosciences detalla la evidencia de que las brácteas glandulares desempeñan un papel destacado en la defensa de la flor y también son capaces de digerir presas capturadas y absorber los nutrientes.
Ibicella lutea es otra protocarnívora con trampas pegajosas que ha sido objeto de varios estudios. Los primeros estudios concluyeron que la planta digiere ofrecimientos proteicos, aunque los métodos eran toscos. Estudios posteriores trataron de detectar con más cuidado la presencia de actividad de proteasa, pero no la encontraron, aunque se señaló que la planta tiene una gran capacidad para capturar y matar a la presa.

### Trampas de caída

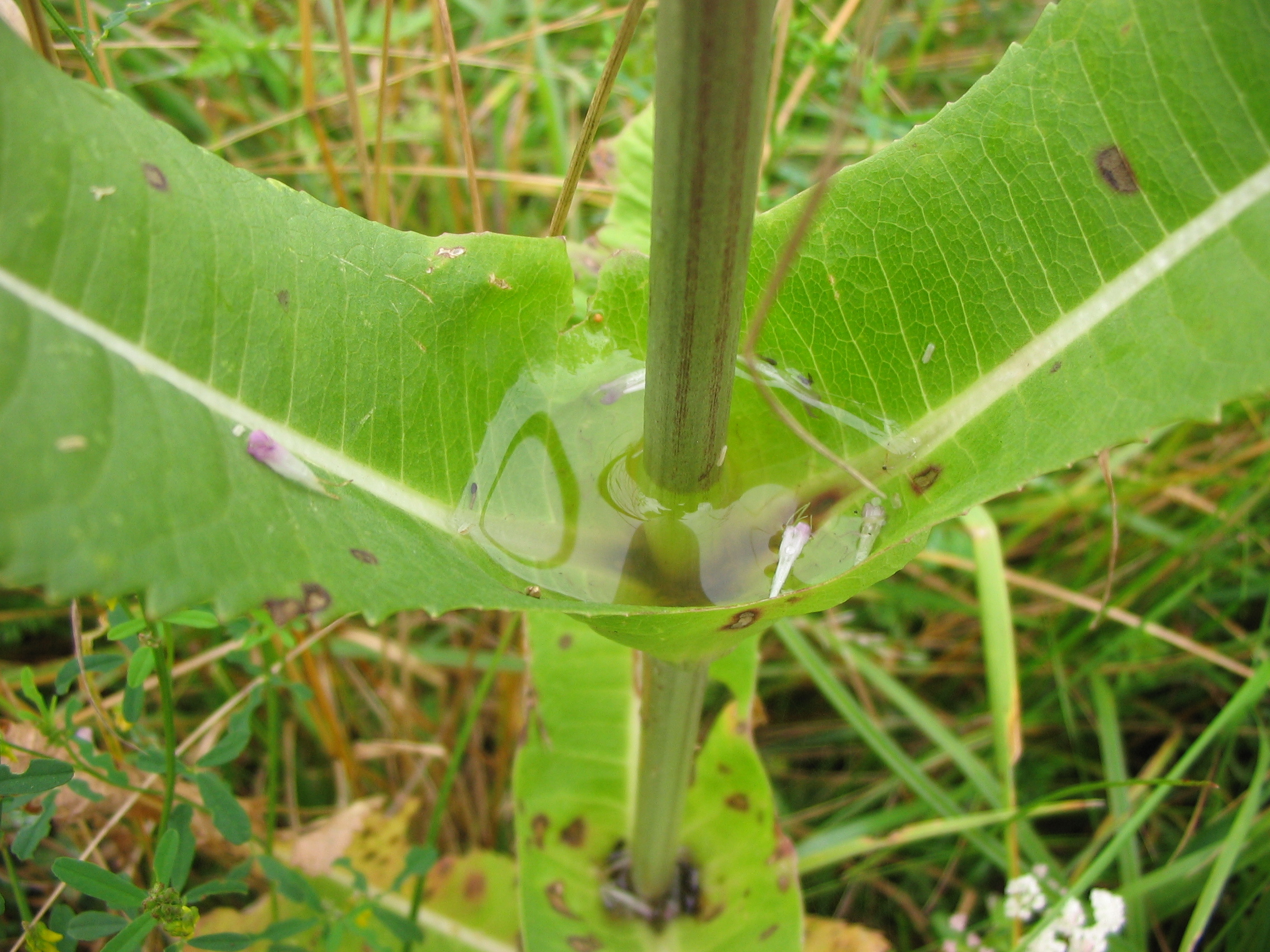
Reserva de agua de Dipsacus fullonum, una trampa de caída.

Las trampas de caída de las plantas protocarnívoras son idénticas a las de las plantas carnívoras en todos los sentidos excepto en la forma de digestión que tiene la planta. Esta definición rígida de carnívoras requiere que la digestión de la presa sea por enzimas producidas por la misma planta. Teniendo en cuenta este criterio, muchas de las plantas con trampas de caída comúnmente consideradas carnívoras deberían ser clasificadas como protocarnívoras. Darlingtonia californica y varias especies de Heliamphora no producen sus propias enzimas, sino que conforman una red alimenticia interna para descomponer la presa en nutrientes que puedan ser absorbidos.
Otra trampa de caída no relacionada con la familia Sarraceniaceae son las urnas de hojas de las bromeliáceas que se forman cuando las hojas están estrechamente agrupadas en una roseta, juntando agua y capturando insectos. A diferencia de Brocchinia reducta, que se ha demostrado que puede producir al menos una enzima digestiva y por lo tanto puede ser considerada carnívora, la epifita Catopsis berteroniana tiene pocas pruebas que apoyen las afirmaciones de que es carnívora. Es capaz de atraer y matar a su presa y los tricomas en la superficie de las hojas pueden absorber nutrientes, pero hasta ahora no se ha detectado actividad enzimática. Es posible que esta planta también se base en una red alimenticia interna para la digestión de tejidos blandos. Lo mismo se podría decir para Paepalanthus bromelioides, a pesar de que no pertenece a Eriocaulaceae ni es una bromeliácea. También se forma un depósito central de agua que tiene adaptaciones para atraer insectos. Al igual que C. berteroniana, no produce enzimas digestivas.
Otra potencial trampa protocarnívora de caída es una especie de cardo, Dipsacus fullonum, que sólo fue mencionado como posible carnívoro. Sólo un estudio ha investigado D. fullonum como posible carnívoro y no se encontraron evidencias de enzimas digestivas o absorción foliar de nutrientes.

### Otras
Capsella bursa-pastoris, "bolsa de pastor", es otra planta en la que se encuentran condiciones de carnívora. Esta protocarnívora única sólo puede capturar a sus presas durante un período de su ciclo vital. Las semillas de la planta, al humedecerse, secretan un líquido viscoso que atrae activamente y mata a sus presas. También hay evidencia de actividad de la proteasa y absorción de nutrientes. El único criterio carnívoro no comprobado es cuánto se beneficia la planta de sus adaptaciones carnívoras.

## Pérdida del hábito carnívoro

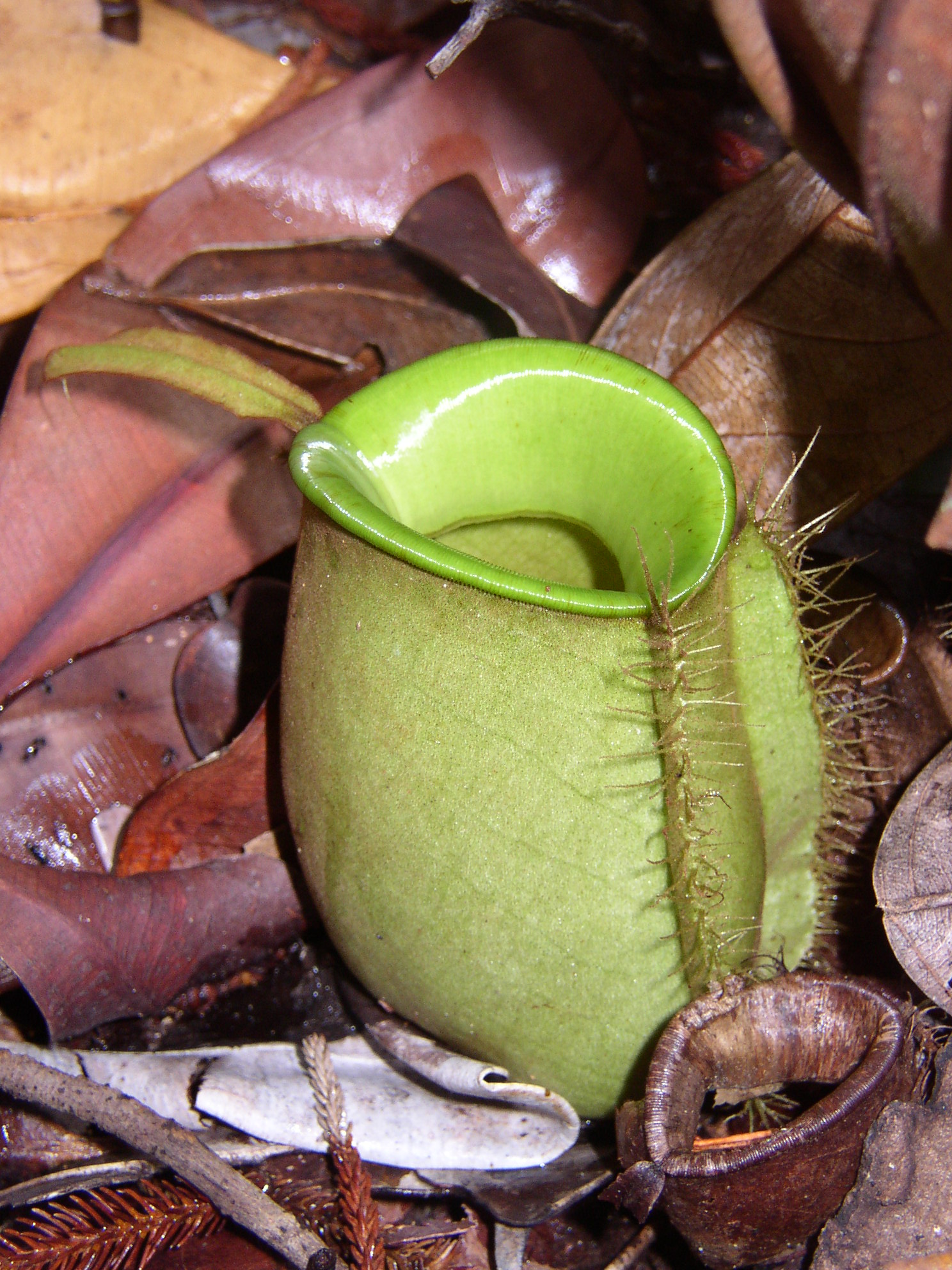
Nepenthes ampullaria está bien adaptada para capturar la hojarasca.

Las pocas plantas que pueden ser consideradas protocarnívoras o paracarnívoras son aquellas que alguna vez tuvieron adaptaciones carnívoras, pero parecen estar evolucionando o ya evolucionaron más allá de una relación directa con las presas de artrópodos y recurrieron a otras fuentes para obtener nutrientes. Un ejemplo de este fenómeno es la trampa de caída de Nepenthes ampullaria, una planta carnívora tropical. A pesar de que mantienen su capacidad para atraer, capturar, matar y digerir presas de insectos, esta especie ha ido adquiriendo adaptaciones que parecen favorecer la digestión de la hojarasca. Se podría hacer referencia a ella como un detritívoro. Otra planta tropical, Nepenthes lowii, es conocida por capturar muy pocas presas en comparación a otras Nepenthes. Las observaciones preliminares sugieren que esta especie en particular puede haberse alejado de un carácter exclusivamente carnívoro para adaptarse a "atrapar" los excrementos de las aves con los que se alimentan sus nectarios. Un estudio de 2009 descubrió que plantas maduras de N. lowii obtienen entre el 57-100 % del nitrógeno foliar de los excrementos de musarañas de los árboles.
Utricularia purpurea, una utricularia, proviene de otro género de plantas carnívoras y puede haber perdido su apetito por ser carnívora, al menos en parte. Esta especie todavía puede atrapar y digerir presas de artrópodos con sus vejigas de succión especializadas, pero lo hace con moderación. En su lugar, alberga una comunidad de algas, zooplancton, y desechos en sus vejigas, dando lugar a la hipótesis de que las vejigas de U. purpurea favorecen una interacción mutualista en lugar de una predador-presa.

## Evolución
Las disciplinas de la ecología y la biología evolutiva han presentado varias hipótesis sobre la evolución de las plantas carnívoras que también se pueden aplicar a las plantas protocarnívoras. El nombre "planta protocarnívora" sugiere por sí mismo que estas especies están en camino a ser carnívoras, aunque otras pueden ser simplemente un ejemplo de adaptación relacionada con la defensa, como las que se encuentran en Plumbago. Y otras (Utricularia purpurea, Nepenthes ampullaria, y Nepenthes lowii) pueden ser ejemplos de plantas carnívoras que se alejan del síndrome carnívoro.
En su libro de 1998, Interrelación entre los Insectos y las Plantas, Pierre Jolivet sólo considera cuatro especies de plantas que pueden ser protocarnívoras: Catopsis berteroniana, Brocchinia reducta, B. hectioides, y Paepalanthus bromeloides. Jolivet escribe: 

"Es importante recordar que todas las plantas carnívoras son dicotiledóneas y todas las plantas protocarnívoras son monocotiledóneas".

 aunque no explica porqué no describe sus razones para excluir otras plantas protocarnívoras que son dicotiledóneas.